# Susana Abaitua
Susana Gómez Abaitua (Vitoria, España; 5 de octubre de 1990) es una actriz española conocida por su participación en las series Sé quién eres (2017) en Telecinco y Patria (2020) en HBO España.

## Biografía
Hija de una profesora de baile, debutó en el cine a los 18 años con La buena nueva de Helena Taberna. Esto le abrió las puertas de televisión, donde hizo pequeños papeles en las series Pelotas (2009) y La pecera de Eva (2010), e incluso apareció en algunos episodios de El secreto de Puente Viejo (2011), Isabel (2014), Aída (2014) y Cuéntame cómo pasó (2015).
En 2017 saltó a la fama por su papel de Ana Saura en la serie de Telecinco creada por Pau Freixas Sé quien eres, que le valió una nominación a los Premios Feroz. En 2020 protagonizó Patria en HBO, versión en serie de televisión de la novela de Fernando Aramburu. En 2021 fue la protagonista de la película original de Netflix Loco por ella, dirigida por Dani de la Orden. Ese mismo año participó en las películas Fuimos canciones, versión cinematográfica para Netflix de la novela del mismo nombre de Elísabet Benavent y Desde la sombra, junto a Paco León y Leonor Watling. También ese año, se anunció su papel protagonista para la primera serie española original de Star+, titulada El grito de las mariposas.
En 2023 formó parte del reparto principal de la serie de Amazon Prime Los Farad.

## Trabajos

### Cine
| Año  | Título                       | Personaje        | Director                        |
| ---- | ---------------------------- | ---------------- | ------------------------------- |
| 2008 | La buena nueva               | Arantxa          | Helena Taberna                  |
| 2010 | Bon appétit                  | Sara             | David Pinillos                  |
| 2012 | Stockholm                    | Amiga            | Borja Soler y Rodrigo Sorogoyen |
| 2013 | Faraday                      | Chica fiesta     | Norberto Ramos del Val          |
| 2017 | La llamada                   | Chica campamento | Javier Calvo y Javier Ambrossi  |
| 2017 | Compulsión                   | Fanny            | Ángel González                  |
| 2018 | Viaje al cuarto de una madre | Laura            | Celia Rico Clavellino           |
| 2018 | 70 Binladens                 | Iratxe           | Koldo Serra                     |
| 2019 | 4 latas                      | Ely              | Gerardo Olivares                |
| 2020 | Estándar                     | Laura            | Fernando González Gómez         |
| 2020 | Los inocentes                | Kira             | Guillermo Benet                 |
| 2021 | Loco por ella                | Carla Colomer    | Dani de la Orden                |
| 2021 | Fuimos canciones             | Adriana          | Juana Macías                    |
| 2022 | El comensal                  | Icíar            | Ángeles González-Sinde          |
| 2022 | No mires a los ojos          | Paula            | Félix Viscarret                 |
| 2023 | Eres tú                      | Ariana           | Alauda Ruiz de Azúa             |
| 2024 | Valle de sombras             | Clara            | Salvador Calvo                  |
| 2024 | El bus de la vida            | Mai              | Ibon Cormenzana                 |
| 2024 | Desmontando a Lucía          | Lucía            | Alberto Utrera                  |

### Televisión
| Año       | Título                              | Canal               | Personaje                  | Notas         |
| --------- | ----------------------------------- | ------------------- | -------------------------- | ------------- |
| 2009      | Una bala para el rey                | Antena 3            | Nerea                      | 2 episodios   |
| 2009      | Pelotas                             | La 1                | Chica                      | 5 episodios   |
| 2010–2011 | La pecera de Eva                    | Telecinco           | Ana Celia Pulido Gea       | 130 episodios |
| 2011      | Vida loca                           | Telecinco           | Laura Hita Ferrán          | 20 episodios  |
| 2011      | Homicidios                          | Telecinco           | Soledad                    | 1 episodio    |
| 2011      | El secreto de Puente Viejo          | Antena 3            | Francisca Montenegro joven | 1 episodio    |
| 2014      | Isabel                              | La 1                | Infanta María de Aragón    | 2 episodios   |
| 2014      | Aída                                | Telecinco           | Bea                        | 1 episodio    |
| 2014      | Cuéntame un cuento: Caperucita Roja | Antena 3            | Teresa                     | 1 episodio    |
| 2015      | Cuéntame cómo pasó                  | La 1                | Luchi Valverde             | 4 episodios   |
| 2017      | Sé quién eres                       | Telecinco           | Ana Saura Castro           | 15 episodios  |
| 2020      | Patria                              | HBO España          | Nerea Lertxundi            | 8 episodios   |
| 2023      | El grito de las mariposas           | Star+               | Arantxa Garmendia          | 13 episodios  |
| 2023      | Los Farad                           | Prime Video         | Sara Farad                 | 8 episodios   |
| 2023–2024 | Vestidas de azul                    | Atresplayer Premium | Teresa Montanuy (joven)    | 5 episodios   |

### Teatro
| Año         | Título                                    | Notas                               |
| ----------- | ----------------------------------------- | ----------------------------------- |
| 2012        | Yo sí me entero                           | Protagonista                        |
| 2012        | Naturaleza muerta en una cuneta           | Daifa (protagonista)                |
| 2013        | La luna no puede estar equivocada         | Ángela (protagonista)               |
| 2013 - 2014 | Mujeres: el reencuentro                   | Susana                              |
| 2013 - 2014 | Ejecución hipotecaria                     | Calonge (protagonista)              |
| 2014        | El mágico prodigioso                      | Justina (protagonista)              |
| 2014 - 2015 | El primer secreto de Francisca y Raimundo | Francisca Montenegro (protagonista) |
| 2015        | Club Windermere                           | Sara                                |
| 2015 - 2016 | La flaqueza del bolchevique               | María (protagonista)                |
| 2015 - 2018 | La llamada                                | María Casado (protagonista)         |

## Premios y nominaciones
Premios Feroz
| Año  | Categoría                             | Título        | Resultado |
| ---- | ------------------------------------- | ------------- | --------- |
| 2017 | Mejor actriz de reparto de una serie  | Sé quien eres | Nominada  |
| 2020 | Mejor actriz de reparto de una serie. | Patria        | Nominada  |

Premios Platino
| Año  | Categoría                                                         | Título | Resultado |
| ---- | ----------------------------------------------------------------- | ------ | --------- |
| 2021 | Mejor interpretación femenina de reparto en miniserie o teleserie | Patria | Nominada  |

Festival de Cine de Málaga
| Año  | Categoría                                             | Título | Resultado |
| ---- | ----------------------------------------------------- | ------ | --------- |
| 2018 | Biznaga de Plata a la mejor actriz de un cortometraje | Vacío  | Ganadora  |

Festival de cine de Medina del Campo
| Año  | Categoría    | Título | Resultado |
| ---- | ------------ | ------ | --------- |
| 2013 | Mejor actriz | Tight  | Ganadora  |